# Straßenbahn Nancy

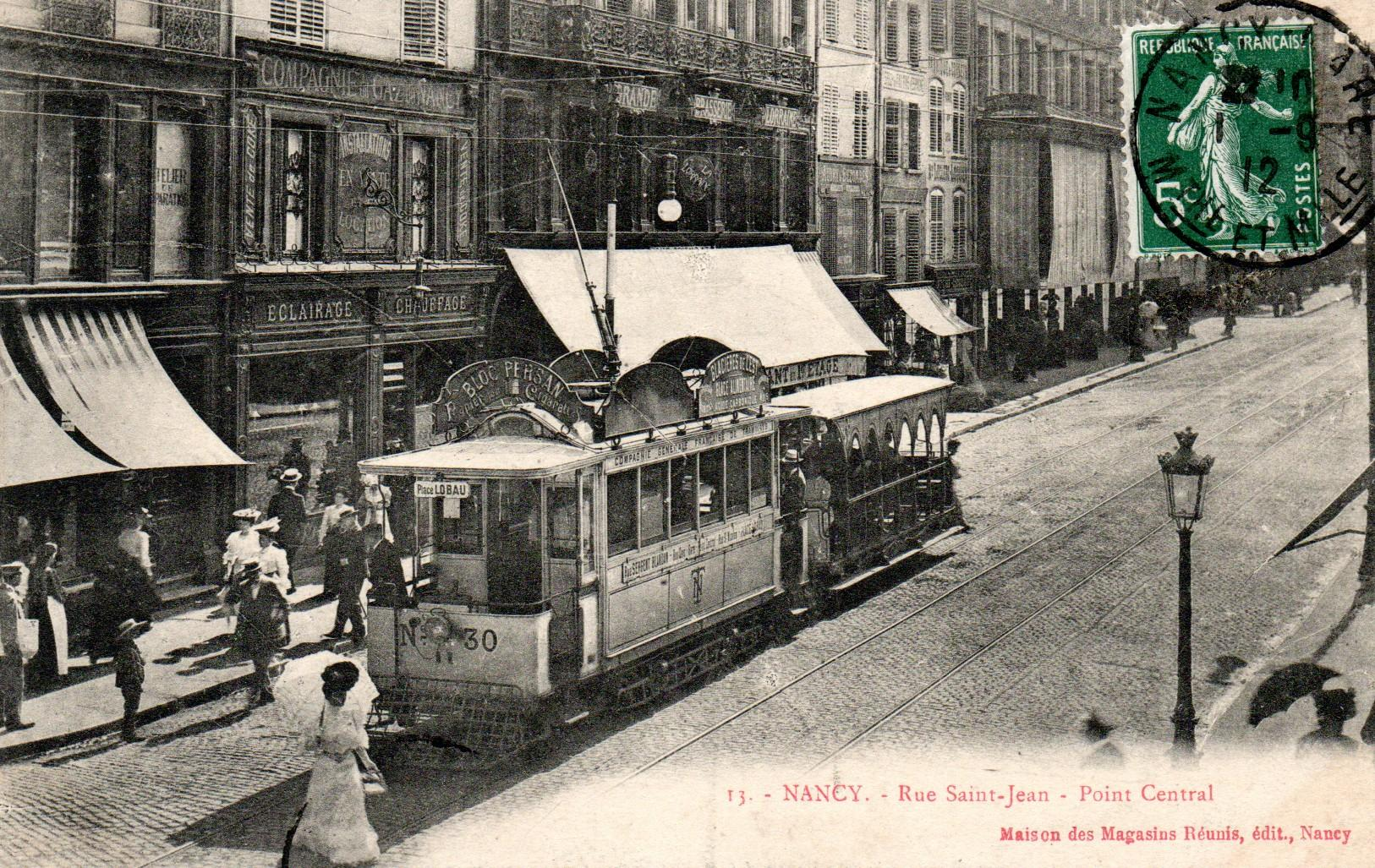
Straßenbahn des Stadtnetzes in der Rue Saint Jean: Zweiachsiger Triebwagen, als Beiwagen ein offener Sommerwagen (1912)

Die Straßenbahn Nancy war die Straßenbahn der französischen Stadt Nancy.

## Vorgeschichte
Anfang des 19. Jahrhunderts war Nancy eine bedeutende Garnisons- und Handelsstadt. Von 1830 bis 1850 vervierfachte sich der Warenverkehr auf der Meurthe und der Mosel mit Trier von 25.000 auf 100.000 Tonnen. Die Fertigstellung des Rhein-Marne-Kanals und der Bahnstrecke Paris–Strasbourg im Jahr 1852 machten die an der Nationalstraße 4 gelegene Stadt zu einem bedeutenden Verkehrsknoten. Die zunehmende Industrialisierung und Annexion des Nordostens Lothringens durch das Deutsche Reich nach dem Deutsch-Französischen Krieg ließen die Bevölkerung stark anwachsen. Zählte Nancy 1866 noch 50.000 Einwohner, so waren es 1881 bereits 70.000 und 1901 100.000 Personen. Ein adäquates Nahverkehrsmittel war vor 1874 indes nicht vorhanden.

## Geschichte und Beschreibung

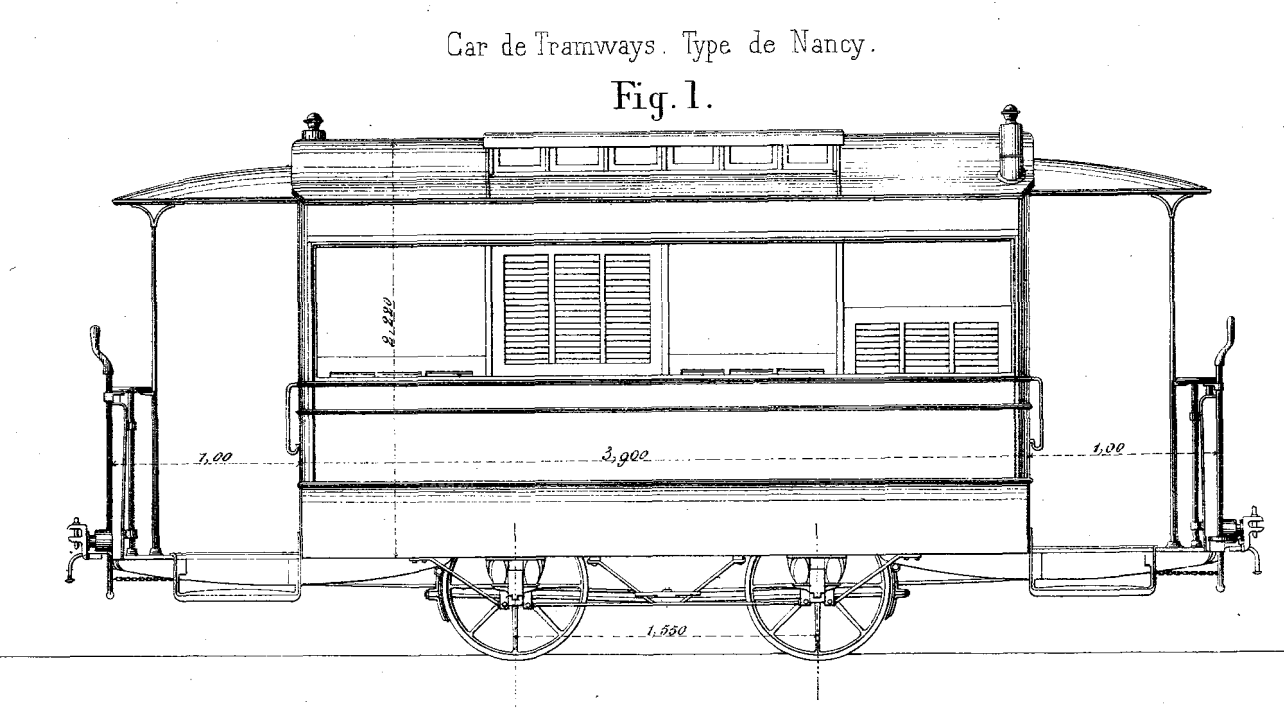
Wagen der Pferdestraßenbahn (um 1880)

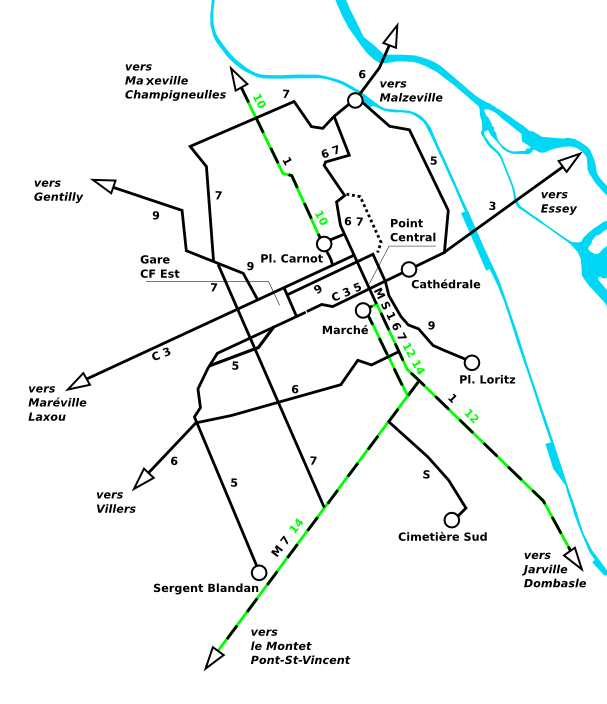
Straßenbahnnetz um 1923, gestrichelt die Überlandlinien 10, 12 und 14

Am 23. März 1874 erhielt der in Brüssel ansässige Unternehmer Frédéric-Jean de La Hault die Genehmigung für den Bau und Betrieb einer Pferdestraßenbahn. Eine erste, fünf Kilometer lange Strecke wurde zwischen Maxéville im Norden und Bonsecours im Süden der Stadt angelegt und am 12. August 1874 eröffnet.
La Hault, der bereits eine Pferdebahn in Le Havre betrieb, gründete 1875 die Compagnie générale française de tramways (CGFT), an die die Bahn im Jahr darauf abgegeben wurde. 1881 kamen eine zweite Strecke von Préville zum Pont d’Essey, 1884 eine dritte von Malzéville zur Place Lobau sowie eine Zweigstrecke Bahnhof–Le Bon Coin hinzu.

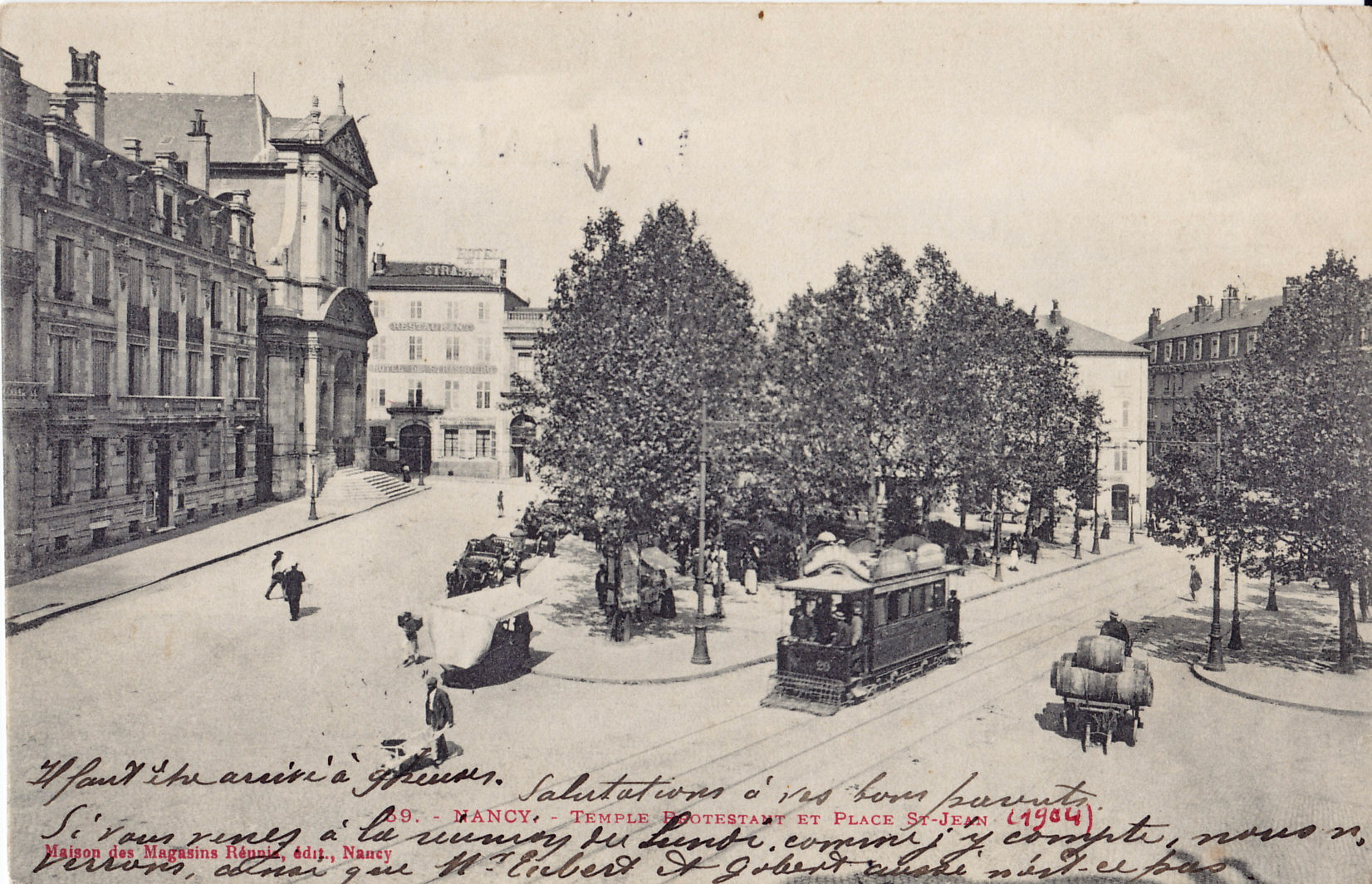
Triebwagen des Stadtnetzes an der Place Saint-Jean (vor 1905)

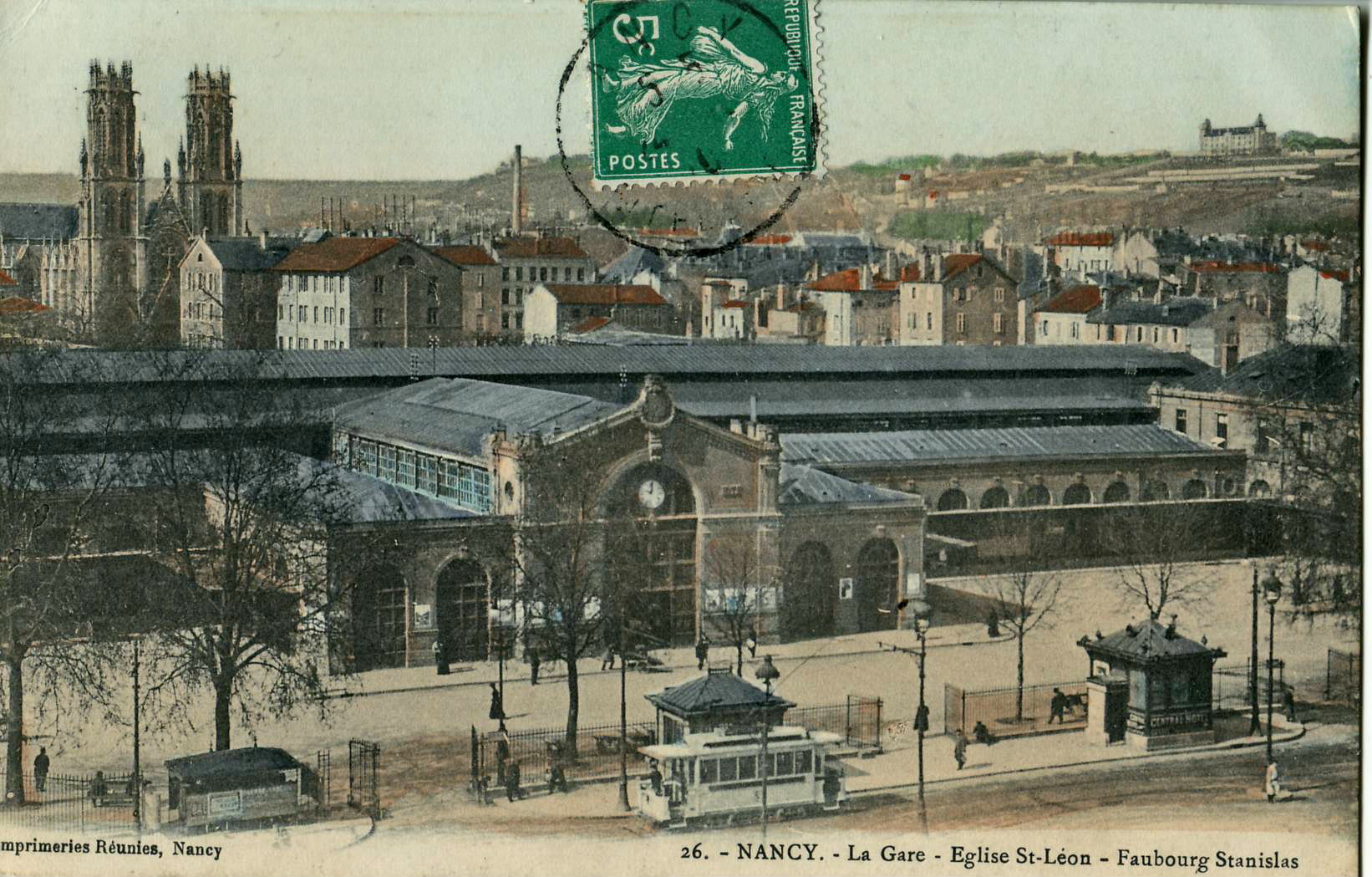
Triebwagen vor dem Bahnhof Nancy-Saint-Jean (vor 1915)

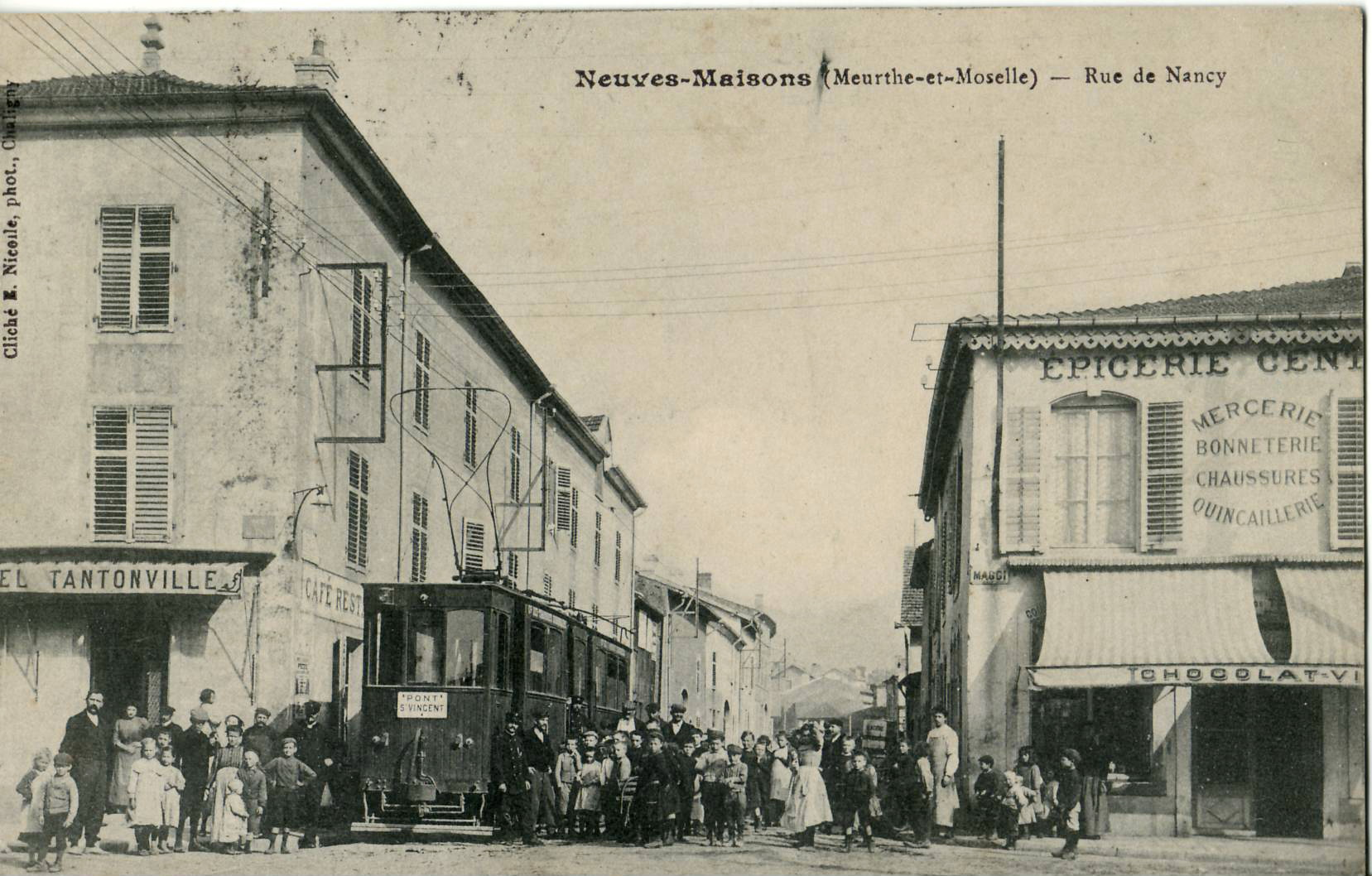
Zug des TS-Überlandnetzes in Neuves-Maisons (vor 1915)

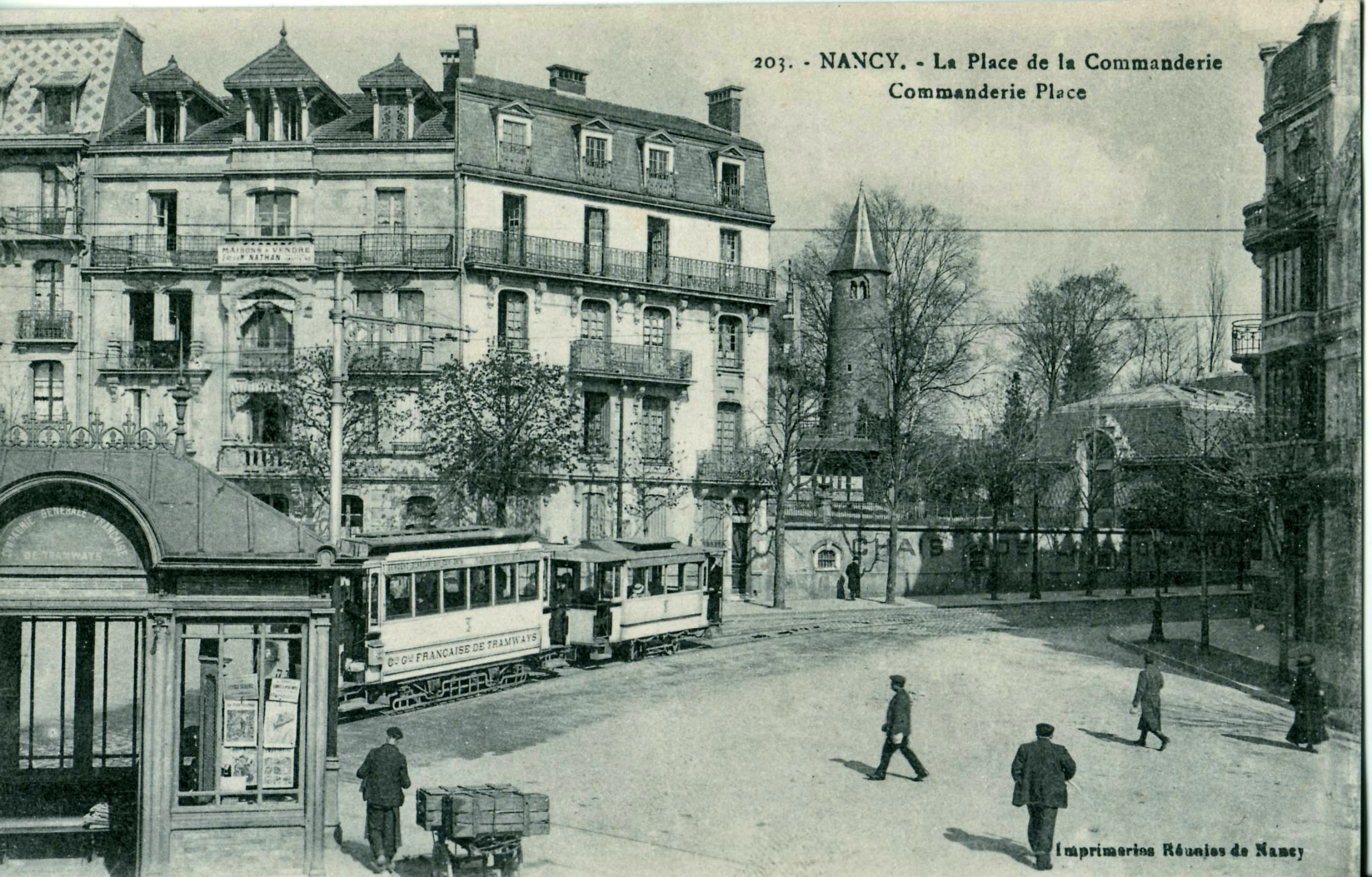
Stadtzug, Beiwagen mit Einstiegen über die Plattformen

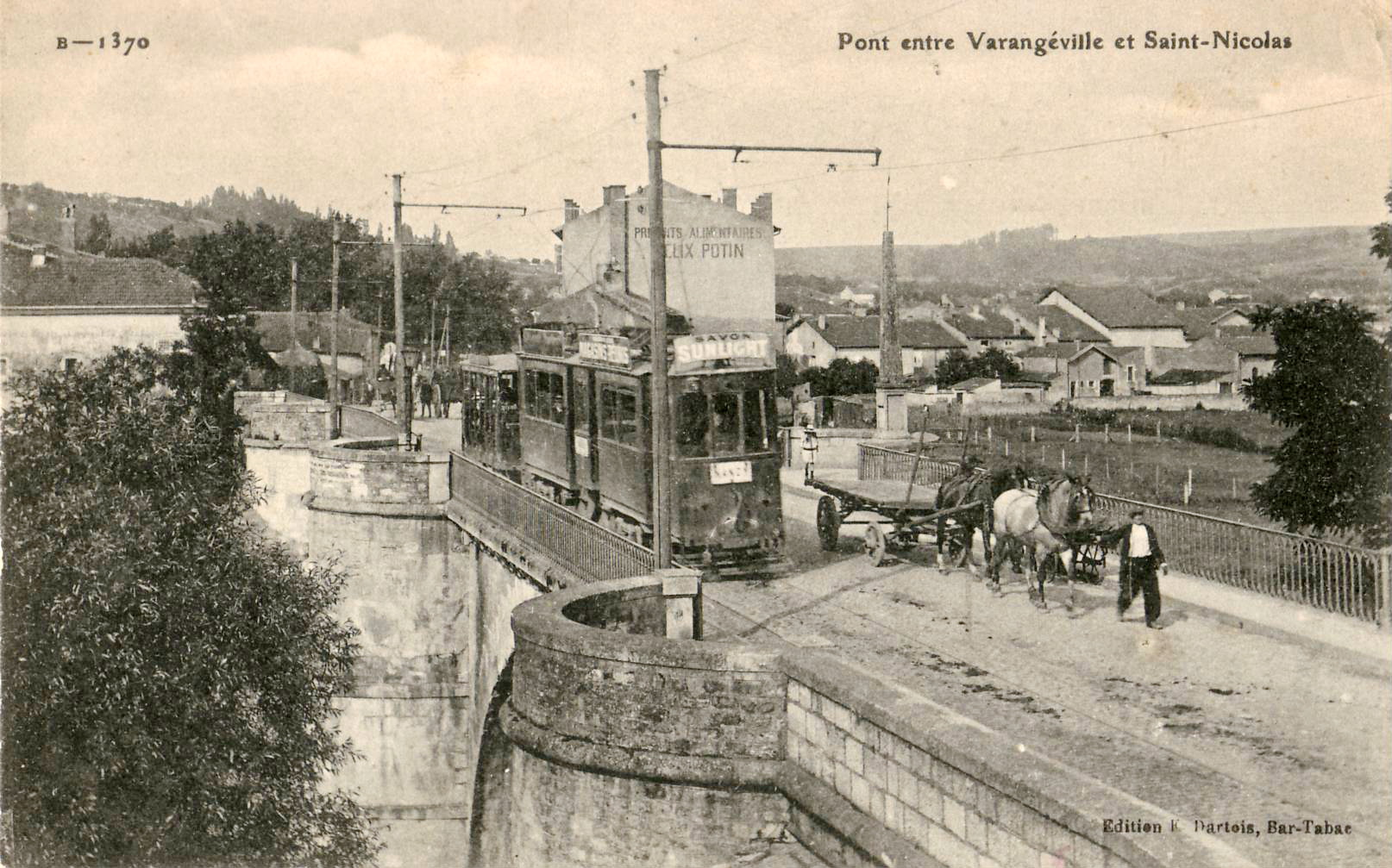
TS-Überlandzug auf der Brücke über die Meurthe, im Hintergrund Varangéville (um 1912)

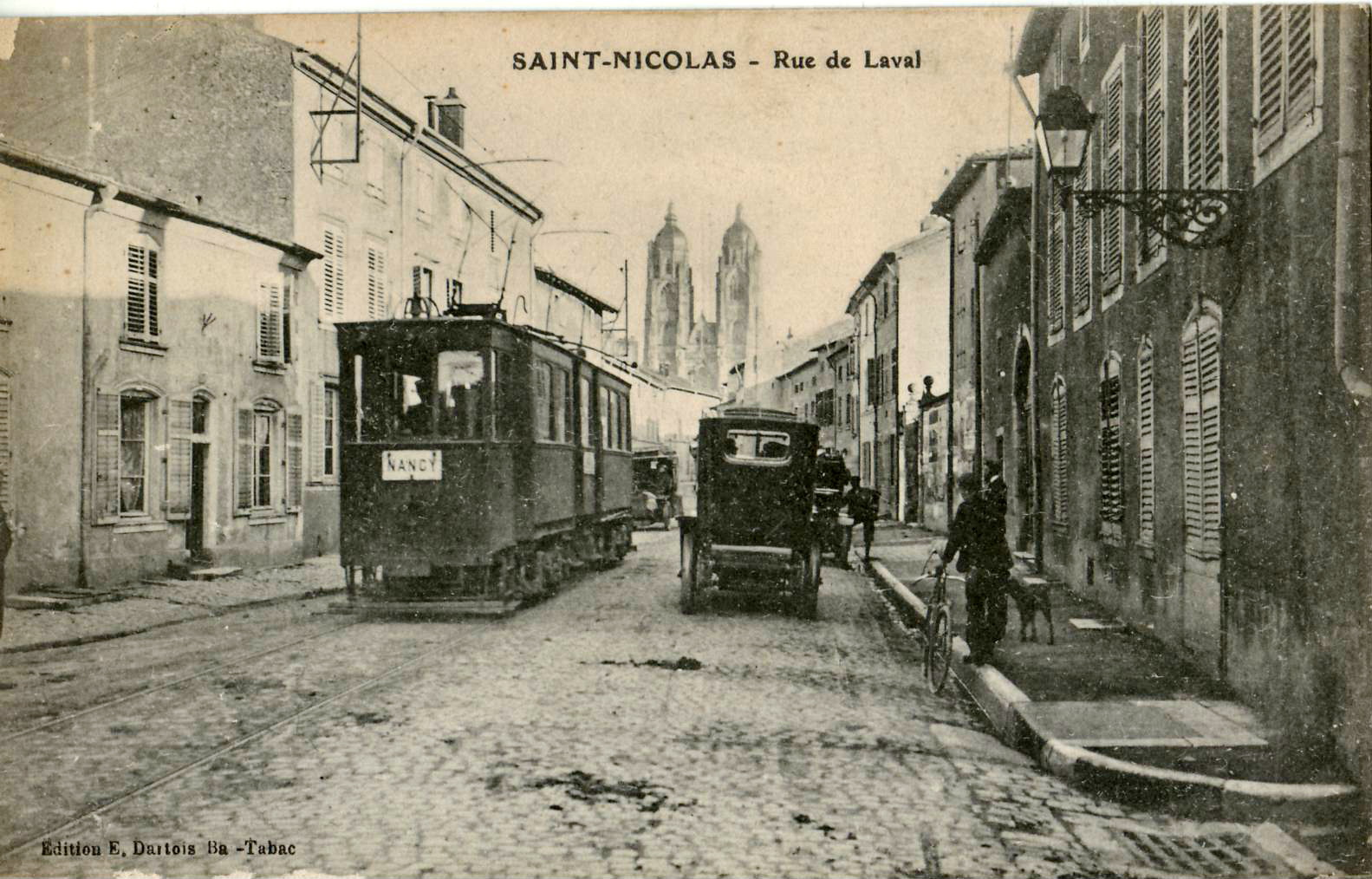
Überlandzug in Saint-Nicolas-de-Port

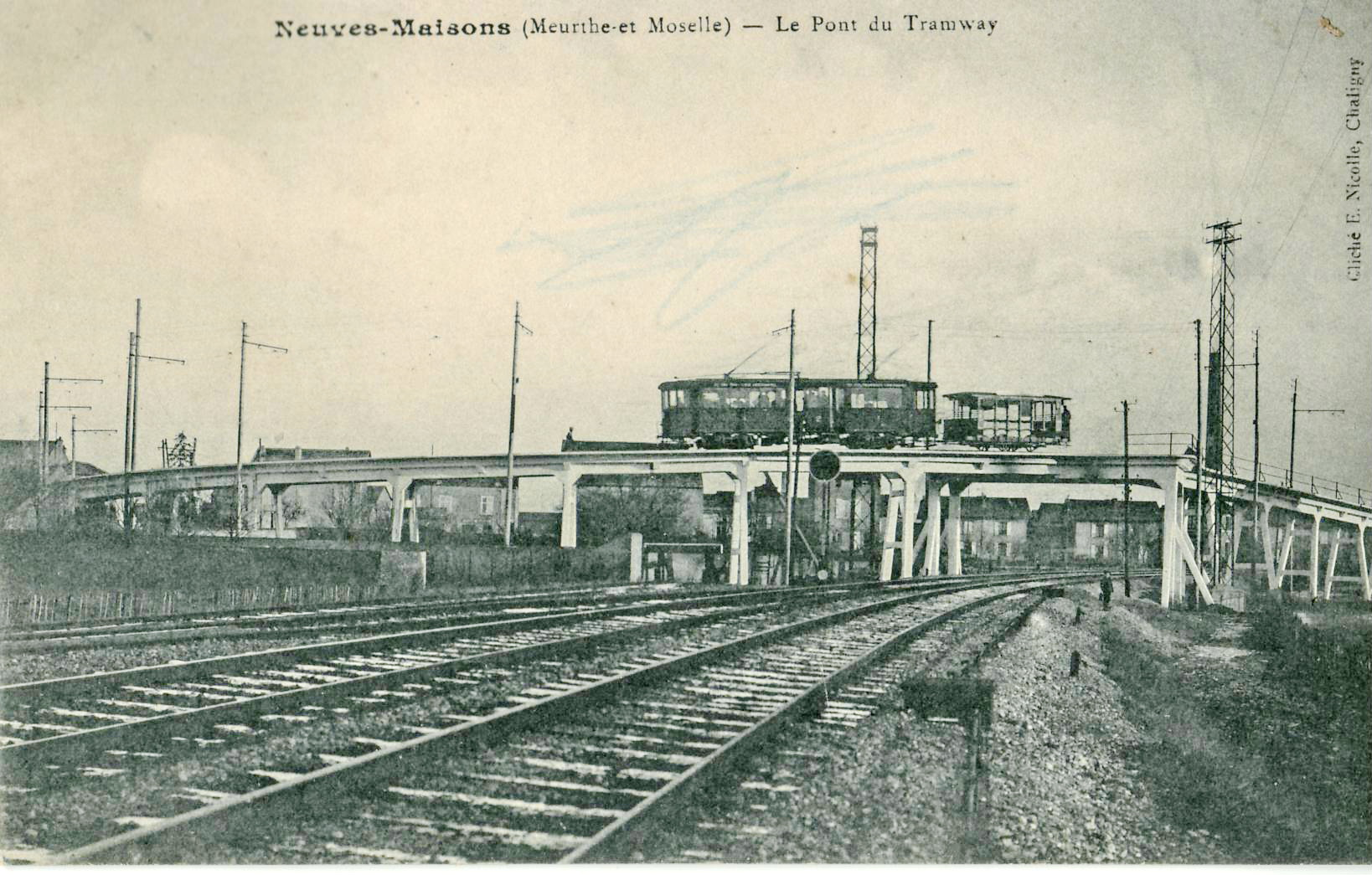
Straßenbahnbrücke über die Gleise der Bahnstrecke Jarville-la-Malgrange–Mirecourt mit TF-Zug in Neuves-Maisons

1898 begann versuchsweise die Elektrifizierung des Netzes, die 1903 abgeschlossen wurde. Im Jahr 1907 bestand das Netz aus sieben Linien; die Fahrzeuge erreichten Geschwindigkeiten von bis zu 20 km/h, sie verkehrten tagsüber alle sechs Minuten. Zentraler Knotenpunkt war der Point central im Herzen der Innenstadt an der Kreuzung der Rue Saint-Jean mit der Rue Saint-Dizier. 1908 ging mit der Linie 10 von der Place Carnot in Richtung Norden eine erste, 10 km lange Überlandlinie in Betrieb, die 1912 bis Pompey verlängert wurde.
Von 1872 bis 1911 war die Bevölkerung der acht Nancy umgebenden Gemeinden 10.559 auf 24.838 Personen angewachsen. Vom Marché central in der Rue Saint-Dizier eröffnete die Compagnie des tramways suburbains (TS) 1910 zwei Überlandbahnen nach Dombasle-sur-Meurthe und Neuves-Maisons, letztere wurde bald über die Mosel nach Pont-Saint-Vincent verlängert. Im Jahr 1912 wurden im Stadtnetz 16.725 Millionen und auf den Überlandstrecken mehr als eine Million Fahrgäste gezählt.
Nach dem Ausbruch des Ersten Weltkriegs wurde der Verkehr auf den Überlandstrecken eingestellt. Erst im Jahr 1919 wurde er, nachdem die TS von der CGFT übernommen worden war, wieder aufgenommen. Die 16 km lange Linie nach Dombasle erhielt die Liniennummer 12, die 13 km lange nach Pont-Saint-Vincent die Nummer 14.
In der Zwischenkriegszeit wurden die Fahrzeuge Anfang der 1920er Jahre renoviert, die bislang offenen Führerstände der zweiachsigen Triebwagen wurden umbaut. Die größte Ausdehnung des Netzes wurde 1925 erreicht, als zwölf Linien  mit einer Länge von 92 km verkehrten. Danach ging, mit der Zunahme des Autoverkehrs, die Nutzung der Straßenbahn allmählich zurück. Zudem waren die Gemeinden auf den Hügeln westlich der Stadt nur unzureichend an das Netz angebunden. 1935 wurden erste Omnibusse eingesetzt, und die örtliche Handelskammer verlangte die Aufgabe der Straßenbahn. Zudem war die Stadt nicht mehr bereit, deren wachsendes Defizit auszugleichen. Im Jahr 1936 existierten neben den drei Überlandlinien 10 (nach Pompey), 12 und 14 nur noch sechs Stadtlinien.
Während des Zweiten Weltkriegs blieb der Status quo weitgehend erhalten. Nach dem Kriegsende war die Straßenbahn jedoch in einem desolaten Zustand. Daher beschloss die CGFT die Aufgabe des schienengebundenen Verkehrs zugunsten von Bussen. 1949 wurden die Überlandlinien 10 und 12, 1951 die Stadtlinien 1, 6 und 9 und 1952 die Überlandlinie 14 stillgelegt.
Zur Berichtigung der Finanzen und der Kündigung des Vertrags verhandelte die CGFT ab 1949 mit der Stadt. Eine Lösung wurde indes erst vier Jahre später gefunden: Die Übernahme der Straßenbahn durch die neu geschaffene Régie mixte des transports en commun de Nancy, einem städtischen Betrieb, im Jahr 1953. Erklärtes Ziel war die endgültige Stilllegung des Straßenbahnbetriebs. Mit der Einstellung der Linie 3 (Laxou–Essey) am 2. Dezember 1958 war das vollbracht.
Siehe auch: Oberleitungsbus Nancy

## Anlagen
Das Straßenbahnnetz war normalspurig, die Triebwagen bezogen den Strom aus Oberleitungen. Auf dem kurzen Abschnitt zwischen der Place Stanislas und der Basilika Saint-Epvre wurde aus ästhetischen Gründen jedoch auf eine solche verzichtet; dort verkehrten die Fahrzeuge im Batteriebetrieb. 1912 wurde diese Führung zugunsten einer Strecke durch die Rue Lafayette aufgegeben, womit der Batteriebetrieb endete.
Der größte Betriebshof lag im Stadtviertel Préville westlich des Bahnhofs; die Zufahrt erfolgte über ein Betriebsgleis. Dazu existierten zwei weitere Depots, von denen eines zunächst zur TS gehörte.

## Fahrzeuge
Für das Stadtnetz gab es zwei verschiedene Typen von zweiachsigen Triebwagen, die 2 m breit und 7,71 m bzw. 9 m lang waren. Sie wurden jeweils von zwei Motoren à 25 PS bzw. 50 PS angetrieben. Hinzu kamen 40 Beiwagen, ebenfalls in zwei verschiedenen Bauarten (12 mit Einstiegen über offene Plattformen und 28 mit Mitteleinstiegen), und offene Sommerwagen („Baladeuses“).
Die TF verfügte über acht zweiachsige und acht vierachsige Triebwagen, zudem vierzehn offene Sommerwagen und fünf geschlossene Beiwagen sowie zwei Gepäckwagen. 1924 erwarb die CGFT für die Überlandlinien sechs vierachsigeTriebwagen mit Drehgestellen von den Ateliers Métallurgiques de Nivelles, 1933 kamen fünf weitere von der Société Franco-Belge hinzu. In den letzten Jahren des Betriebs wurden im Stadtnetz die überarbeiteten Zweiachser solo oder mit einem Beiwagen, im Überlandnetz die Drehgestell-Triebwagen der moderneren Bauart mit Beiwagen eingesetzt.